# Open Angers Arena Loire 2024
L'Open Angers Arena Loire 2024, conosciuto come Open In Arte Angers Loire per motivi di sponsorizzazione, è un torneo femminile di tennis giocato sul cemento indoor. È la 4ª edizione del torneo, facente parte della categoria WTA 125. Si gioca all'Arena Loire di Angers in Francia dal 2 all'8 dicembre 2024.

## Partecipanti al singolare

### Teste di serie
| Nazionalità | Giocatrice           | Ranking* | Testa di serie |
| ----------- | -------------------- | -------- | -------------- |
| Francia     | Clara Burel          | 73       | 1              |
| Spagna      | Nuria Párrizas Díaz  | 97       | 2              |
| Stati Uniti | Alycia Parks         | 106      | 3              |
|             | Anastasija Zacharova | 109      | 4              |
| Francia     | Chloé Paquet         | 111      | 5              |
| Francia     | Océane Dodin         | 113      | 6              |
| Francia     | Jessika Ponchet      | 124      | 7              |
| Romania     | Elena-Gabriela Ruse  | 128      | 8              |

* Ranking al 25 novembre 2024.

### Altre partecipanti
Le seguenti giocatrici hanno ricevuto una wild card per il tabellone principale:
- Julie Belgraver
- Belinda Bencic
- Sara Cakarevic
- Clervie Ngounoue

La seguente giocatrice è entrata in tabellone utilizzando il ranking protetto:
- Margarita Gasparjan

Le seguenti giocatrici sono passati dalle qualificazioni:
- Sinja Kraus
- Carole Monnet
- İpek Öz
- Patricia Maria Țig

La seguente giocatrice è entrata in tabellone come lucky loser:
- Yasmine Mansouri

### Ritiri
Prima del torneo
- Chloé Paquet → sostituita da  Yasmine Mansouri

## Partecipanti al doppio

### Teste di serie
| Nazione     | Giocatrice       | Nazione     | Giocatrice          | Rank1 | Seed |
| ----------- | ---------------- | ----------- | ------------------- | ----- | ---- |
| Romania     | Monica Niculescu | Romania     | Elena-Gabriela Ruse | 95    | 1    |
| Regno Unito | Emily Appleton   | Regno Unito | Maia Lumsden        | 171   | 2    |

* Ranking al 25 novembre 2024.

### Altre partecipanti
La seguente coppia di giocatrici ha ricevuto una wild card per il tabellone principale:
- Elsa Jacquemot /  Séléna Janicijevic

## Campionesse

### Singolare
Alycia Parks ha sconfitto in finale  Belinda Bencic con il punteggio di 7-6(4), 3-6, 6-0.

### Doppio
Monica Niculescu /  Elena-Gabriela Ruse hanno sconfitto in finale  Belinda Bencic /  Céline Naef con il punteggio di 6-3, 6-4.